# Srebrna gospodarka
Srebrna gospodarka, również gospodarka senioralna – system wytwarzania, dystrybucji i konsumpcji dóbr i usług ukierunkowany na wykorzystanie potencjału nabywczego osób starszych i starzejących się oraz zaspokajający ich potrzeby konsumpcyjne, bytowe oraz zdrowotne. Srebrna gospodarka jest analizowana na gruncie gerontologii społecznej nie jako istniejący system gospodarczy, lecz jako instrument polityki publicznej i idea polityczna dotycząca formowania potencjalnego systemu gospodarczego zorientowanego na potrzeby starzejącej się populacji. Jej główny element stanowi gerontechnologia jako nowy paradygmat naukowo-badawczy i wdrożeniowy. Przyjmuje się, że srebrna gospodarka nie jest pojedynczym sektorem, lecz raczej zbiorem produktów i usług z wielu istniejących już sektorów, w tym informatyki, telekomunikacji, sektora finansowego, mieszkalnictwa, transportu, energii, turystyki, kultury, infrastruktury i usług lokalnych oraz opieki długoterminowej.

## Pojęcie
Tzw. „srebrna gospodarka” stanowi formalną ekwiwalencję angielskiego pojęcia „silver economy”. Jest to częste określenie dla sektora gospodarki ukierunkowanego na osoby starsze
W tekstach w języku polskim pojęcie „silver economy” cytuje się zarówno bez tłumaczenia, jak i w mieszanej formie „tzw. silver economy” lub też tłumaczy się na język polski – „srebrna gospodarka”, „rynek seniorów”, „gospodarka senioralna”.

Zarówno „rynek seniorów”, jak i „gospodarkę senioralną” można uznać za dynamiczne ekwiwalencje pojęcia „silver economy”.
W innych językach także różnie tłumaczy się pojęcie „silver economy” stosując ekwiwalencję formalną lub dynamiczną: w języku francuskim używa się pojęcia „silver économie” (srebrna gospodarka), „économie des seniors” (gospodarka seniorów) oraz „économie vermeille” (gospodarka pozłacanego srebra), a w języku niemieckim stosuje się pojęcie „Seniorenwirtschaft” (gospodarka senioralna).
Określenie tego sektora gospodarki w języku polskim może jeszcze zostać poddane dyskusji w związku z rozwojem polityki senioralnej w Polsce i w związku z ewolucją języka mówienia o starości.
Zwrot „srebrna gospodarka” jest niekiedy zamiennie stosowany z określeniem „srebrny rynek”, które jest pojęciem o węższym znaczeniu. Sformułowanie „srebrny rynek” powstało na początku lat siedemdziesiątych XX w. w Japonii w kontekście wzrostu dostępności udogodnień dla seniorów i obejmuje m.in. dobra, wartości i usługi dla zamożnych osób starszych; specjalne rozwiązania w handlu między podmiotami gospodarczymi, umożliwiające dostosowania do starzejących się zasobów pracy; idee „projektowania uniwersalnego” i „międzypokoleniowego”, których celem jest adaptacja dóbr i usług do osób o różnym wieku, kondycji fizycznej i możliwościach poznawczych, co może skutkować integracją społeczną.